# Львівський велоклуб
Льві́вський велоклу́б (англ. Lviv Bicycle Club) — велосипедний клуб, заснований у Львові у 2007 році. Єдиний в Україні велоклуб, що проводить повну серію марафонів у залік Audax Club Parisien: 200, 300, 400, 600 та 1200 км. Також клуб займається організацією таких велосипедних заходів як Львівська Сотка, Велодень, Критий Ровер, Gran Fondo Ukraine та інших. Велоклуб отримує незмінну підтримку від управління молоді та спорту міста Львова та Федерації велосипедного спорту Львівської області.

## Історія
Як об'єднання людей за інтересами клуб існує ще з 2005 року, а організацією любительських заходів займається починаючи із 2009 року. У 2010 році клуб був офіційно зареєстрований як громадська організація з метою отримання більшої підтримки місцевої влади в організації заходів. Велоклуб проводить цікаві змагання «Львівська сотка» — щорічні любительські змагання у форматі веломарафону. Вперше змагання відбулись у 2010 році за участі лише 35 велосипедистів. З 2018 року змагання відбуваються двічі на рік. Окрім марафону «Львівська сотка» започаткували «Львівська сотка. Осінь». Крім велосипедистів з західного регіону у змаганнях беруть участь кияни, одесити, дніпровці, харківці, херсонці — у 2019 всього планувалось близько 800 осіб. Проте фактично на цю подію з'їхалося близько 1000 осіб, включно з учасниками з Білорусі, Польщі, Німеччини, Молдови та США.

## Події

### Марафони в залік Audax Club Parisien
- 200 км (також проводиться у форматі LIFT з одночасним стартом із кількох міст та спільним КП)
- 300 км (спільно з рівненським велоклубом RiVelo)
- 400 км «Світанок на перевалі»
- 600 км «Центр Європи»
- 1000/1200 км «Львів — Карпати — Львів»
- Національний флеш за правилами Vélocio Flèche[en]

### Інші заходи
- Львівська Сотка (100 км за 10 годин)
- Gran Fondo Ukraine[7]
- Змагання на велотреку Критий Ровер[8]
- Нічні MTB перегони Night Madness
- Вело драг-рейсинг
- Велодень